# 麻疹

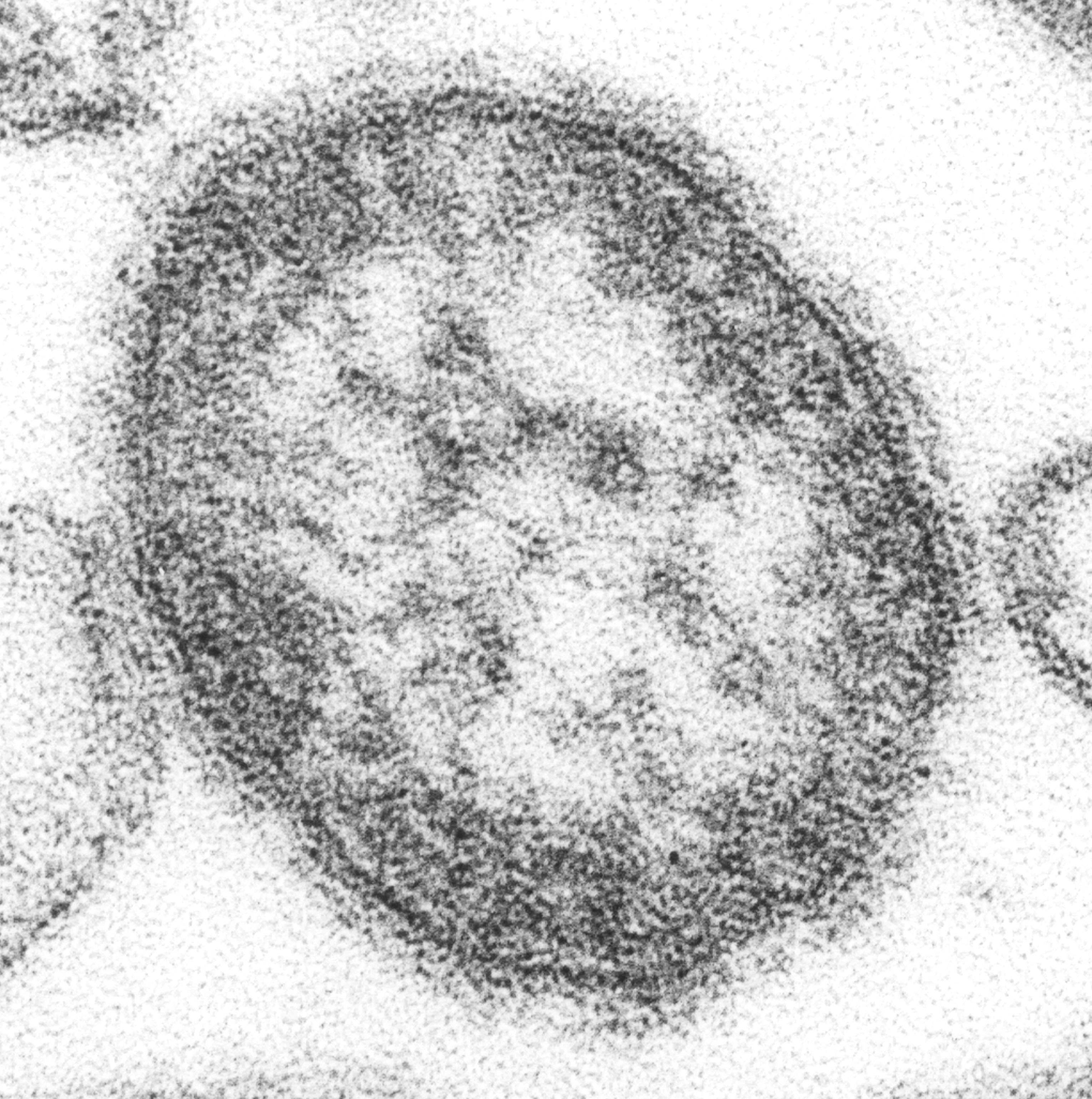
麻疹ウイルス

麻疹（ましん、英: measles, rubeola、痲疹、別名：はしか）とは、麻疹ウイルスによる急性熱性発疹性感染症。中国由来の呼称で、発疹が麻の実のようにみえる。罹患すると、医療が整った先進国であっても死亡することもある。日本では「麻しん」として感染症法に基づく五類感染症に指定して届出の対象としており、疹が常用漢字でないため、平仮名を用いている。
江戸時代以降の日本語でははしか（漢字表記は同じく麻疹）と呼ばれる。歴史書では「波志賀（はしか）」などの当て字も見られる。古くから「はしかのようなもの」の慣用句があり、「一度罹患すると二度はかからないため通過儀礼のようなもの」という意味で2度なし病とも呼ばれたが、麻疹ワクチンが普及した2000年代以降は言われなくなった。
麻疹は、麻疹ウイルスによるものであり、その感染力は極めて強く、同じ空間に患者と居るだけで感染してしまい、マスクや手洗いなどの対策をしても防げない。感染経路は空気感染、飛沫感染、接触感染と多彩である。
麻疹に関して麻疹ワクチンを含んだ予防接種は、効果がある唯一の予防法であり、世界では予防接種の実施により、麻疹による死亡を2000 - 2013年の間に75%減少させた。世界のおよそ85%の児童は予防接種を受けている。患者に接触してから3日以内であれば、麻疹ワクチンの接種により発病を予防できる可能性があり、患者に接触してから6日以内であれば、ガンマグロブリンの注射により発病を予防できる可能性がある。
一度罹患するかワクチンによって抗体価があるうちに感染すると、症状は出ず抗体価が再び上昇するブースター効果がかかる。一方で、現代では抗体価が減少し続けて、麻疹に再感染することがある。ワクチンによる獲得免疫の有効期間は約10年とされるが、ブースター効果による追加免疫が得られないこともある。
発病（発症）してからの治療法はなく、対症療法が行われる。先進国における栄養状態の改善、対症療法の発達によって死亡率は0.1 - 0.2%である。
世界の患者数は年間20万人ほどであり、主にアジア・アフリカの途上国である。世界保健機関（WHO）は、2018年の感染者が少なくとも22万9000人おり、未報告分を含めると200万人以上と推計している。持続的な流行が一定期間ない「排除状態」とWHOに認定された国でも、再流行により認定が取り消されることもある。
流行株の変異によって、麻疹ワクチンで獲得した抗体での抑制効果が低くなることが懸念されている。定期的に流行しており、江戸時代でも13回の大流行があり、ワクチン時代の2007 - 2008年に、日本で1万人の罹患者を超える大流行が起きた。

## 臨床像

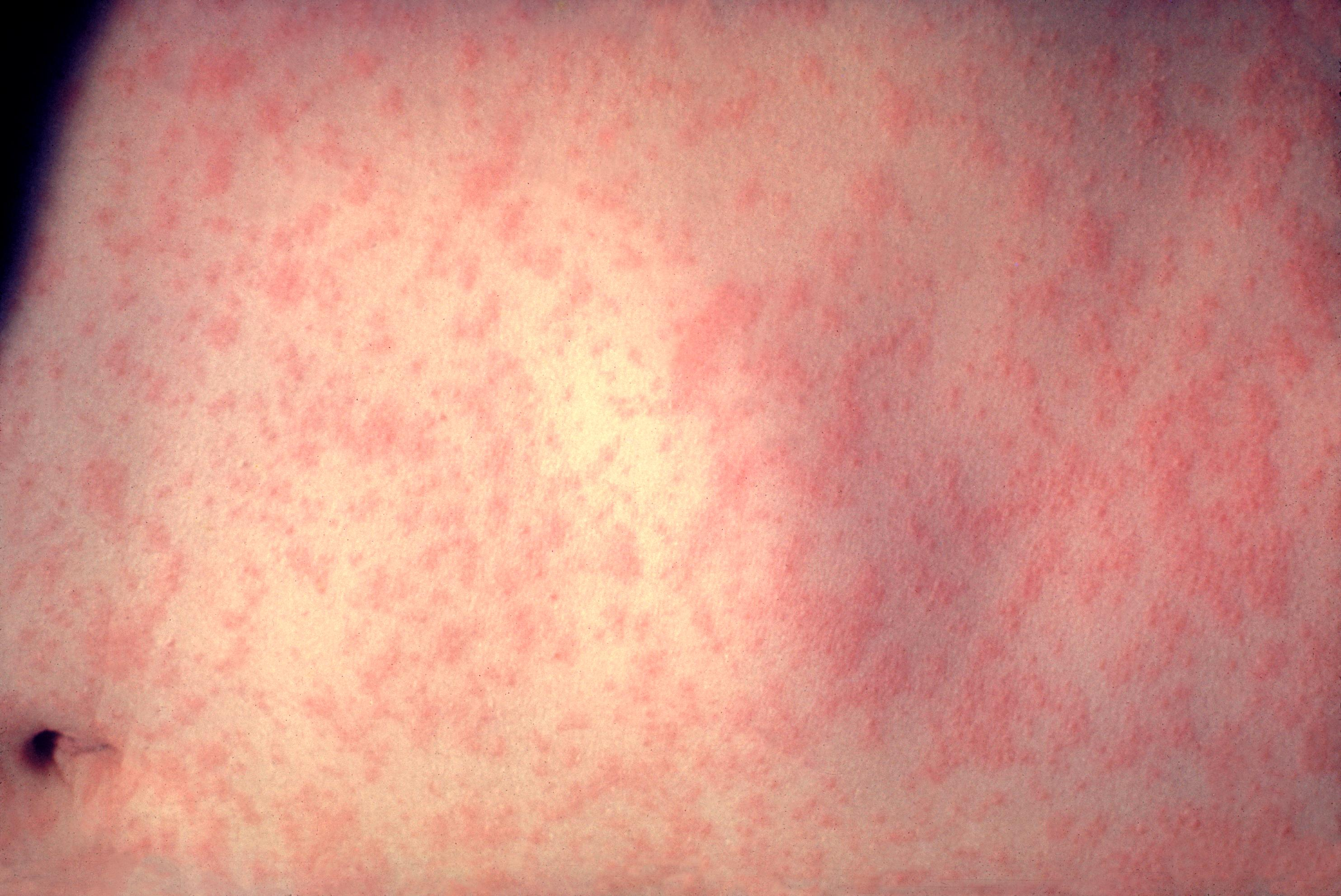
麻疹患者の発疹

流行には季節性があり、初春から初夏にかけて患者発生が多い。日本での患者数は推計で年間20万人程度とされ、患者報告数を年齢別に比較すると、2歳以下が約半数を占め1歳代が最も多い。次に6 - 11か月、2歳の順となる。小児以外の患者数は地域によるバラツキがあり、ワクチンによる抗体価の低下した10歳代から20歳代前半が最も多く、次いで、20歳代後半の順である。
麻疹には、症状の出現する順序や症状の続く期間に個人差が少ないという特徴がある。ただし、免疫のある患者では、非典型的で軽症な経過をとることがある（修飾麻疹）。ワクチン接種歴により軽く済むといわれる。
母体からの免疫移行があり、生後9か月頃までは移行免疫により発症が抑えられる。なお、抗体価が低下している女性が妊娠し、胎児が十分な抗体を持たず生まれ、生後5か月以内で免疫が切れてしまうケースが報告されている。

### 診断

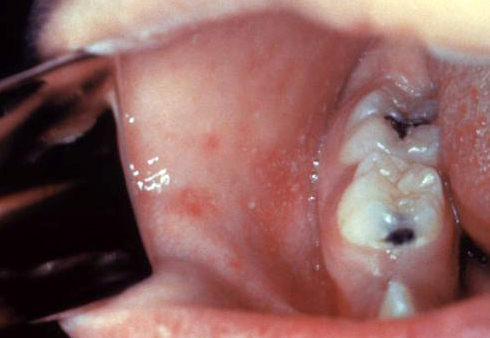
カタル期の典型的な症状であるコプリック斑を生じている頬の内側

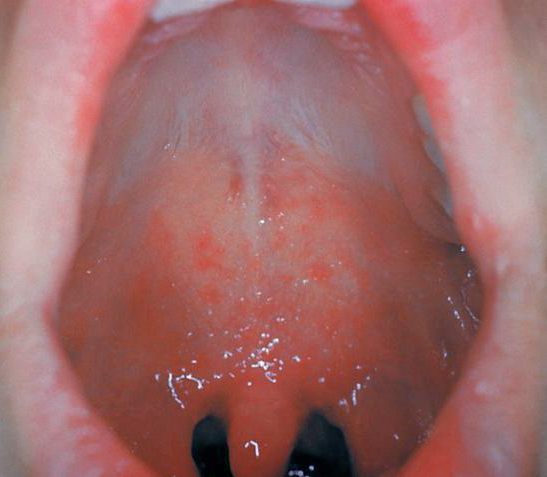
咽頭周辺のコプリック斑

かつての日本ではカタル期や発疹期に現れる特有の臨床症状のみで診断することが多く行われていたが、後述の「2012年の麻疹排除計画」開始以降は、実験室内診断を重要視し「IgM抗体検査」或いは「PCR検査」が推奨されている。しかし、IgM抗体検査では伝染性紅斑の罹患に伴う血清中の麻疹ウイルスIgM抗体の陽転化が報告されていることから、可能な限り遺伝子検査を行うよう厚生労働省は通知を行った。麻疹ウイルスはA - Hの8クレード、24の遺伝子型に分類され、遺伝子型によって麻疹患者の疫学リンクが明確になり、感染地域の推定にも役立つ。

### 潜伏期間
麻疹ウイルスへの曝露から、発症まで7 - 14日間程度かかる。

### カタル期
カタル期（前駆期）は3 - 4日間続き、他者への感染力はカタル期に最も強い。38℃前後の風邪症候群様（発熱、倦怠感、上気道炎症状）の症状や結膜炎症状が2 - 4日続き、いったん下熱する。カタル期の後半、発疹出現の1 - 2日前に、口腔粘膜の奥歯付近に、直径1mm程度の少し膨らんだ白色小斑点（コプリック斑）を生じる。眼症状として、多量の眼脂、流涙、眼痛が現れる。麻疹では角膜潰瘍（角膜が白濁する）や、角膜穿孔が起こり、失明することもある。

### 発疹期
カタル期の後にいったん下熱するが、半日ほどで再び39 - 40℃の高熱が出現し（二峰性発熱）、発疹が出現する。発疹は体幹や顔面から目立ち始め、後に四肢の末梢にまで及ぶ。
発疹は鮮紅色で、やや隆起している。特に体幹では癒合して体全体を覆うようになるが、一部には健常皮膚を残す。
発熱・発疹のほか、咳・鼻汁もいっそう強くなり、下痢を伴うことも多い。口腔粘膜が荒れて痛みを伴う。これらの症状と高熱に伴う全身倦怠感のため、経口摂取は不良となり、特に乳幼児では脱水になりやすい。
発疹期は発疹出現後72時間程度持続する。これ以上長い発熱が続く場合には、細菌による二次感染の疑いがある。

### 回復期
下熱後も咳は強く残るが徐々に改善してくる。発疹は退色後、色素沈着を残すものの、5 - 6日程で皮がむけるように取れるとも報告されている。回復期2日目頃までは感染力が残っているため、日本では学校保健安全法施行規則により下熱後3日を経過するまでを出席停止の基準としている（学校保健安全法施行規則19条2号）。

## 合併症

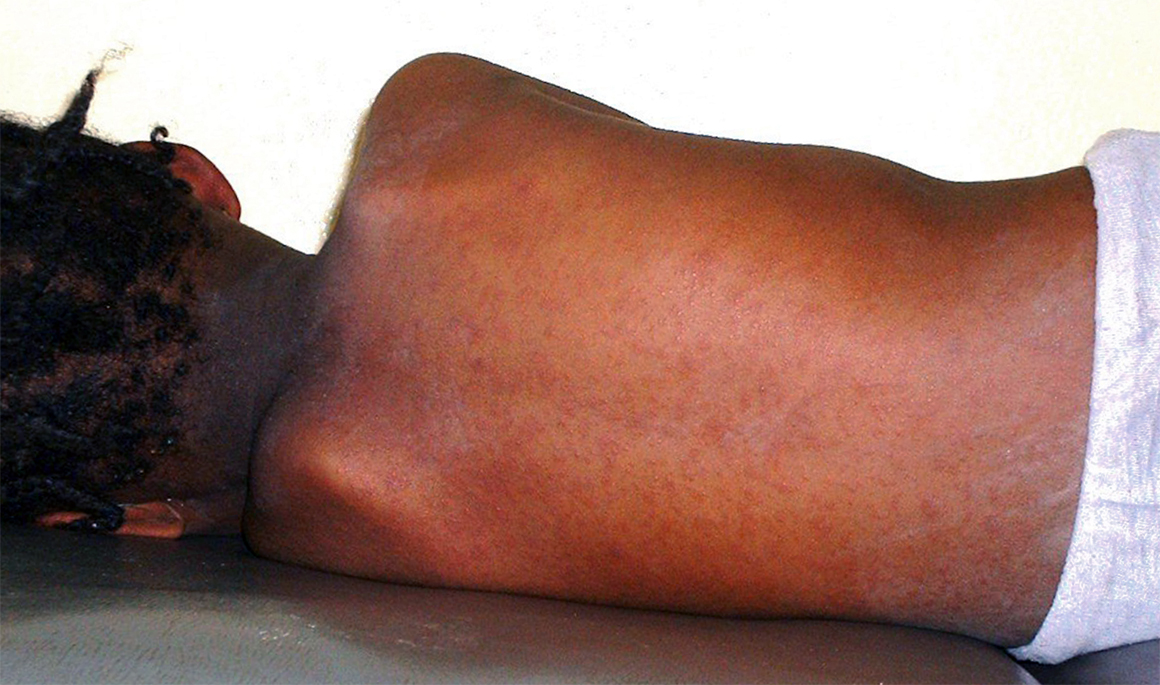
麻疹にかかったナイジェリアの児童。現在、麻疹の流行はアフリカ大陸で多く発生している。

発症者の約30%が合併症を併発し、約40%が入院を必要としている。発熱時に不適切に解熱剤などを投与した場合、細菌による二次感染の危険性が高まる。また、合併症は以下のように区分される。

### 脳・神経系の合併症
亜急性硬化性全脳炎（subacute sclerosing panencephalitis、略称：SSPE）
この病気は、麻疹に感染後7 - 10年してから知能障害や運動障害が発症し、ゆっくりと進行する予後不良の脳炎である。麻疹に罹患した人のうち、数万人に1人が発症するといわれている。SSPEが発症すると、患者は確実に死亡する。
ウイルス性脳炎
麻疹患者の内、1000人に1人くらいの割合で発症する急性脳炎。熱発の程度と脳炎の発症率に相関はない。発症すると1⁄6が死亡、1⁄3に神経系の障害が残るとされる。

### 咽頭から気道系の合併症
- 麻疹ウイルスによるもの（中耳炎、ウイルス性肺炎（間質性肺炎）、細気管支炎、仮性クループ）
- 細菌の二次感染によるもの（中耳炎、細菌性肺炎、気管支炎、結核の悪化）

### その他
- ワクチン未接種の女性が妊娠中に麻疹にかかると子宮収縮による流産を起こすことがある。妊娠初期での感染では31%が流産し、妊娠中期以降でも9%が流産または死産、24%は早産との報告がある。
- 細菌性腸炎 - 赤痢菌やサルモネラ菌などの細菌の二次感染によって発症する腸炎。主な症状は激しい下痢と腹痛で、下痢は粘血便となることもある。
- 口内炎
- カンジダ症
- 播種性血管内凝固症候群 (DIC) - 非常に稀ではあるが重篤な疾患。本来出血箇所のみで生じるべき血液凝固反応が、全身の血管内で無秩序に起こる。出血傾向（紫斑、止血不良など）と臓器虚血が主症状。脳内出血・消化管出血・多臓器不全が見られると非常に危険。

## 治療
特異的治療法はなく、アセトアミノフェンやイブプロフェンなどの解熱剤、鎮咳去痰薬による対症療法、輸液や酸素投与などの支持療法を行う。細菌性の二次感染は少なからず見られ、中耳炎、肺炎など細菌性感染症を併発した場合には抗菌薬の投与が行われる。
免疫賦活薬イノシンプラノベクスは抗ウイルス作用を示す。麻疹患者に接触後72時間以内の免疫グロブリン製剤の投与が、麻疹発症を予防するか、あるいは症状を軽減させることが認められている。しかしながら血液製剤であるため、適応は原則として、ワクチン未接種の乳幼児や免疫不全患者など、ハイリスク患者に限られる。
ビタミンAの投与が症状の悪化を防ぎうるとの報告があったが、発展途上国のような低栄養（ビタミンA欠乏）状態の患児のみに有効であるとの指摘もある。
1950年代の最大では9千人ほどの死者が出た年もあったが、1978年に予防接種が定期化される前の1970年代には死亡者数は年間1000人を下回り著しく減少してきており、先進国における栄養状態の改善、対症療法の発達によって死亡率は0.1-0.2%に下がっているが、先進国でも1,000人に1人が死亡する。

### 民間信仰
古来ほとんどの人が一生に一度はかかる重症の伝染病として知られ、かつては「命定め」とよばれて恐れられたため、全国各地に麻疹に関する民間信仰が伝わっている。
- 富山県高岡市では、「はしか」が流行すると、九紋龍の手形の紙をもらい「九紋龍宅」と書いて門口に貼って病除けにした、と言い伝えられている。
- 神奈川県横浜市や大和市、藤沢市に点在する鯖神社（左馬神社、佐婆神社とも言う）を一日で巡る「七さば巡り」を行うと、はしかや百日咳の病除けになるという。
- 愛知県や三重県では、アワビの貝殻を入口などにつるして、はしか除けをしたという。
- 長野県開田地方では、はしかになると、患者の枕のそばにはしか棚という神の棚を作り、供物を捧げる。12日経過したら、御神酒を下げ、湯と混ぜ体にふりかける。またワラで輪を作って、吊るすと「はしかの神」が通り抜けて出て行くと言う民間信仰もある[25]。

## 予防
従来は2度なし病と言われ、7歳ごろまでに麻疹やほかの感染症にかかり大人になるために通過儀礼だとみなされ「はしかのようなもの」と呼ばれてきた。
一度かかったら免疫を獲得するとされていたが、ワクチンの普及によって麻疹の流行規模が小さくなり解明されてきたことは、抗体のできている状態で症状は出ないが感染しているという状態によって、症状は出ないが再び抗体価が上昇するブースター効果によって、長きにわたって高い抗体価を維持していたことが考えられる。麻疹が2度かかる病へとかわってきたということでもある。
2007年に、日本の高等学校や大学での麻疹が大きく流行した際、ワクチンを打たなかった人も、打った人も感染していることを解明し、中高生のワクチン接種といった対策を実施した。0歳児が母体から移行した抗体の消失も従来より早まっており、移行抗体の保有率は0歳月齢の、より早い段階で少なくなっている。

### ワクチン接種
麻疹は、ワクチンで予防可能な感染症で、予防接種が唯一の確実な予防法である。幼児期に行われる集団予防接種で、また大人になっても、麻疹ワクチンの接種を受けたことの無い人も、2回ワクチン接種を受けることで、確実に予防できる。予防接種は、1回でも受けた人々の95%以上が、麻疹ウイルスに対する免疫を獲得することができる。そして2回目の接種を受けると1回の接種で免疫が付かなかった人（5%ほど）の多くにも免疫がつく。
またワクチン接種を行っていても、十分な抗体価を得られない場合もある。このような場合は典型的な麻疹の経過をとらず、種々の症状が軽度であったり、経過が短かったりすることが多い（修飾麻疹）。
日本での麻疹ワクチン接種について、日本国政府の方針は時代によって紆余曲折していた。厚生省（現・厚生労働省）の方針で、麻疹ワクチンがほとんど接種されなかった時代があり、その後にワクチン接種が再開された経緯がある。特に、2018年時点で26歳以上の人々で、ワクチン接種を受けた人は約半数なのに対し、37歳以上の世代では僅か20%ほどであり、さらに上の世代では僅か10%ほどの人しか予防接種を受けていない。
2018年時点で、38歳～40歳あたり以上の比較的年齢の高い世代は、麻疹に対する免疫が無い可能性が高くなっており、予防接種（ワクチン接種）の検討をしたほうがよいと、2018年4月に麻疹の流行を受けて、NHKのテレビニュースなどで解説された。ただし、麻疹のワクチン接種は自由診療で、単価ワクチンは比較的高額である。このため、風疹を含めて予防接種を助成する地方自治体が現れている。
2020年4月25日、国際連合児童基金（UNICEF）は新型コロナウイルス感染症（COVID-19）流行の影響により、予防接種が一部の国家で中断されており、大流行を起こす可能性があると警告した。世界保健機関（WHO）は集団免疫には95％を推奨しているが、世界平均で1回目は86％にとどまっている。日本は1回目を受けなかった子供は、推定で世界で5番目に多い約39万人。

### 免疫の有無の調査
麻疹ゼラチン粒子凝集法（PA法）により、血中の麻疹抗体価を測定することで、麻疹に対する免疫の有無を調査することが可能である。ワクチン接種後の抗体価の低下を防ぐため、全世界113ヶ国（2004年時点）では、年長幼児 - 学童期に2回目のワクチン接種を行い、抗体価の再上昇（ブースター効果）を図っている。アメリカでは1970年代後期より麻疹ワクチンの徹底した導入により2000年に麻疹が排除され、2002年以降の患者数は100人未満となり、その多くは輸入感染症例となり、メディカルスクールの学生の実地教育にも事欠くほどに患者が減少したといわれている。

### 隔離
2019年にアメリカ合衆国、カリフォルニア大学ロサンゼルス校の学生内から麻疹患者が発生した例では、学校側が学生と接触した可能性がある500人以上に麻疹に関する警告通知を出し、うち予防接種を受けているか確認できない学生や教職員約130人に対して自宅待機（隔離）命令を出している。

## 疫学

麻疹のワクチンの接種状況（2010年）

麻疹の障害調整生命年（2002年、人口10万人当たり）
no data
≦ 10
10 - 25
25 - 50
50 - 75
75 - 100
100 - 250
250 - 500
500 - 750
750 - 1,000
1,000 - 1,500
1,500 - 2,000
≧ 2,000

### 日本での麻疹ワクチン接種
MRワクチン/MMRワクチンを含む。
年譜
- 1966年 KLワクチン（K（不活化）とL（生）ワクチンの併用）による予防接種開始。（任意接種）
- 1969年 KLワクチンに代えてFLワクチン（高度弱毒生ワクチン）による予防接種開始。（任意接種）
- 1978年10月 FLワクチンが定期接種となる。（1回接種法）対象は生後12か月から72か月。
- 1988年 FLワクチンまたはMMRワクチンを選択制で接種開始。（1回接種法）対象は生後12か月から72か月。
- 1993年4月 MMRワクチンの接種終了、FLワクチンのみとなる。
- 2001年 小児科医会が中心となり「1歳の誕生日に麻疹ワクチンを」キャンペーンを開始。
- 2006年
  - 4月、定期予防接種としてMRワクチン接種開始（1回接種法）。対象は生後12か月から24か月。
  - 6月、2回接種法の開始。1期：生後12か月から24か月、2期：就学前年の4月1日 - 3月31日。
  - 単味のFLワクチンの定期接種は終了。

- 2007年 単味のFLワクチンの定期接種を再開（MRまたはFL単味で選択可）。
- 2008年 2006年 - 2007年の大流行を受け、キャッチアップキャンペーンとして2008年4月から5年間に限定し、中学1年生および高校3年生相当年齢の者に定期接種を実施。

生まれた年代別の接種回数
- 1977年（昭和52年）4月1日以前に生まれた世代は、任意接種であったため、1度も定期接種をしていない。ただし流行により麻疹に罹患し、麻疹の免疫を獲得している場合もある。
- 1977年（昭和52年）4月2日 - 1990年（平成2年）4月1日に生まれた世代は1回接種法であり、キャッチアップキャンペーン非対象だった。免疫がついていない可能性が高く、最も麻疹や風疹感染の危険が高い年代である。
- 1990年（平成2年）4月2日以降に生まれた世代は、キャッチアップキャンペーンを含めると、これまでに2回接種する機会があった。
- 定期接種で95%以上の接種率を目標としているが、予防接種歴が明らかな者だけで見ても、2回接種している者は80%以下である。

2016年現在の定期接種スケジュール
- 第1期 満1歳 - 満2歳未満の1年間（ただし地域で流行しているときは、自費で生後6か月からでも受けられる）
- 第2期 小学校就学前年の4月1日 - 3月31日

### 2012年の麻疹排除計画
WHO/UNICEFにおいて、日本を含む西太平洋地域での麻疹排除の目標時期を2012年に設定された事を受け、日本の麻疹流行を2012年までに排除する事となった。
麻疹排除とは
- 輸入感染症例を除き、麻疹確定例が1年間に人口100万人当り1例未満であること。
- 2回の麻疹含有ワクチン接種率が、それぞれ95%以上であること。
- 全数報告など、優れたサーベイランスが実施されていること。
- 輸入感染症例に続く集団発生が、小規模である事。

などであり、これを達成する為に国内体制を整備した。
基本方針
- 厚生労働省の予防接種に関する検討会が麻疹排除計画案を策定し、厚生労働省に提出。
- 麻疹に関する特定感染症予防指針を告示
- 2008年1月1日から麻疹と風疹は、それぞれ全数把握疾患に変更。
- 2008年4月1日から5年間の期限付きで、麻疹と風疹の定期予防接種対象を拡大。

関係者会議
- 日本国政府として、麻疹対策会議/麻疹対策ブロック会議を定期的に開催する。
- 各都道府県にて麻疹対策会議を設置すべく、ガイドラインを制定。

学校等での対策
- 学校における麻疹対策の徹底の為、学校における麻疹対策ガイドラインを公表。
- 保育所・幼稚園・学校等における麻しん対応ガイドラインを改版。

医療機関での対策
- 医療機関での麻疹対応のガイドラインを改版。
- 全数把握の徹底の為、医師による麻疹届出ガイドラインを改版。

保健所での対策
- 麻疹を積極的に排除するため、疫学調査のガイドラインを改版。
- 予防接種の実施状況を把握するための予防接種管理システム（オフライン型）を国費で開発し、地方自治体に無償で提供する事になった。

各自治体の対策
- 島根県
- 千葉県

### 根絶宣言
2016年9月27日、世界保健機関（WHO）事務局長マーガレット・チャンは、アメリカ大陸における「麻疹のエンデミック伝染の根絶」を宣言した。数十年にわたる予防接種運動が奏功した形であり、麻疹ウイルスが同地域内に広まっている状態ではなくなったことを意味する。
しかしウイルスが世界から持ち込まれた場合、限定的に感染が広がることはあり得る。また、麻疹ウイルスを排除し続けるためには、予防接種を引き続き徹底して実施しなければならない。

## 歴史
紀元前3000年頃の中近東地域が、最初の流行地であったと考えられている。
日本では、平安時代以後度々文献に登場する疫病の一つ「あかもがさ（赤斑瘡/赤瘡）」は今日の「麻疹」に該当するというのが通説である。江戸時代には13回の大流行が記録されており、1862年の流行では江戸だけで、約24万人の死者が記録されている。古くから「はしかのようなもの」と表現され、一生に一度だけ感染するという意味で成長期の通過儀礼と捉えられた。歴史上の人物でも麻疹（成人麻疹）が元で死亡した例も多く、平安時代では藤原嬉子（藤原道長の六女）が皇子（後の後冷泉天皇）を出産後に薨去したほか、鎌倉時代には御家人の三善康連と執権北条時頼の娘が、江戸時代には幕府5代将軍の徳川綱吉、但馬国出石藩主の仙石政美などがそれぞれ麻疹に感染し死亡している。
また、1824年にはイギリスを外遊していたハワイ王国のカメハメハ2世国王一行が相次いで麻疹に感染し、王妃のカママル、カメハメハ2世が相次いで客死した。太平洋諸島の人々に麻疹の免疫がなかったことが要因とされる。
フェロー諸島では1781年を最後に麻疹が報告されていなかったが、1846年にコペンハーゲンから訪れた旅行客により、島民約8000人中約6000人が罹患するアウトブレイク状態となった。この際、1781年の流行を経験した65歳以上の島民は感染しなかったことから、麻疹は一度感染すると再感染しないという発見に繋がったとされる。
日本では2007年以前は麻疹発生数の正確な統計が行われていなかったが、2001年の流行を契機に開始された"1歳の誕生日にワクチンを"や、2006年度よりの第2期接種の開始、2008年度よりの第3期/第4期接種の開始により、2008年の報告数は11,005件（2009年1月6日現在）、2009年の報告数は702件（2009年11月18日現在）と大幅に減少した。ウイルスの遺伝子検査によれば、日本古来の土着ウイルスによる発症例は2010年5月が最後となり、以後、海外から持ち込まれた型による発症例のみとなった。厚生労働省は、2013年9月に排除状態と宣言。2015年に世界保健機関による排除認定を得た。
麻疹は子供の病気であると誤解されていることがあるが、2008年現在、報告のうち4歳以下の症例は15%にも満たず、10代から20代の患者が多数を占めている。2009年は報告のうち4歳以下の症例が40%を占めており多数となった。ただし、麻疹による死者は日本でも減少しており、2000年以降は年間20人以下である。

### 近年における麻疹の日本での流行
流行しているウイルスの型は、数年毎に変化している。国立感染症研究所によると2008年までは、いわゆる土着株の遺伝子型D5型（バンコク型）が流行していたが、2009年からは日本国外由来のD9型やD8型が検出された。2011年以降はD4型、D9型、D8型、G3型が検出されD5型は検出されず、流行株の推移は、日本国外の流行地であるヨーロッパ、東南アジアを反映している。
2014年以降は、B3型が最も多く、次いでD9型、D8型が検出されている。日本国内で2012年に生じた麻疹の小規模な集団感染を解析した研究者によれば、発症した子供の多くの保護者は「片親」「外国籍を有し日本語の案内を読めない」などの社会的弱者であり、またワクチン接種歴が無い場合が多かったとしている。また、第1期接種の対象は1歳児とされているため、定期接種の対象から外れている0歳児をどのように守るのかが課題となると問題提起している。

#### 2001年
患者報告数が定点あたり11.20人（推計患者数 約27.8万人）という大流行があり、これを契機に予防接種率の向上や、1歳の誕生日に予防接種を行うキャンペーンが展開された。

#### 2006年
春に茨城県と千葉県での地域流行が起こり、茨城県は96例、千葉県は定点報告数で90例

#### 2007年
南関東を中心とした地域流行が発生し、各地に飛び火した。10歳から29歳の世代という比較的高年齢に発生が集中したことが特徴である。
東京都での成人麻疹の流行により、2007年7月27日現在で、高等学校3校、高等専門学校4校、短期大学8校、大学83校が臨時休校し、高等学校・高等専門学校・短期大学・大学で1,657人の患者が発生した
。
この対策のため、流行の中心地である東京都では都立学校の生徒・児童の内のワクチン未接種かつ未罹患者への有償での予防接種の実施、都内市区町村立学校の児童・生徒に対する市区町村が行う措置の支援、私立学校の児童・生徒に対しても同等の支援を行うこととした。
東京都の対策とは別に、東京都の市区においても緊急の予防接種が実施された。
麻疹・成人麻疹の流行により麻疹ワクチン・MRワクチンの需要が急増し、定期接種ワクチンが前年よりMRワクチンに移行された影響も重なり、全国的にワクチン在庫が不足する事態が生じた。麻疹ワクチン・MRワクチンは1歳 - 2歳未満・小学校就学前の1年間を定期接種により優先され、それ以外の世代では、緊急接種を除き、ワクチン接種の前に抗体検査を行うことが推奨されたが、それにより一時的に検査試薬が不足する事態を招いた。
10 - 29歳の麻疹・成人麻疹が多くみられた原因として、定期接種世代の時点で使用されていたMMRワクチンの副反応の影響による接種率の低迷、麻疹発生の減少により、ブースター効果が期待できなくなったことで、抗体価が低下し修飾麻疹が発生したことなどが考えられる。

#### 2008年
神奈川県（2008年9月30日現在、3515件）、北海道（1453件）、東京都（1148件）、千葉県（1032件）、福岡県（670件）で地域的流行が発生した。
全体の35%を占める神奈川県での流行は、横浜市（2008年10月2日現在、1466件）、横須賀市（679件）が中心であり、横浜市ではこの事態を受けて、2008年3月21日より2009年3月20日の1年間の時限措置として、「定期予防接種対象者を除く1歳 - 高校3年生に相当する年齢で、麻しん予防接種を1度も受けておらず、麻しんにり患していない方」を対象にした市費負担による予防接種（任意接種）を実施している。
同様に横須賀市では、2008年2月1日より3月31日の2か月間の時限措置として、「2歳から高校3年生（相当年齢）で、麻しん予防接種を未接種、かつ麻しん未罹患の人（小学校入学前1年間の児童を除く）」に定期外予防接種を実施した。

#### 2012年
岡山県美作保健所管内で2012年（平成24年）1 - 2月にかけ5例の患者が発生し、患者全員からD9型麻疹ウイルスが検出された。5例目の患者はカタル期に200名を超える接触者があり、感染拡大が懸念されたが接触者調査と感染拡大防止に取り組み、3月22日に終息宣言を行った。

1例目から4例目まではワクチン接種歴無し
- 1例目、1月1日にフィリピンから帰国した6歳女子が1月11日に発熱し医療機関を受診、1月17日にPCR検査で麻疹陽性。
- 2例目、1月19日に1例目の女児の双子の兄6歳が発熱し医療機関を受診、1月20日にPCR検査で麻疹陽性。
- 3例目、2月4日に1,2例目と異なる医療機関より入院中の13歳男児が発熱し2月8日にコプリック斑が確認され、2月9日にPCR検査で麻疹陽性。（3例目は、1例目、2例目との明らかな接触は認められない）
- 4例目、3例目と同じ医療機関に1月23日 - 2月1日まで入院していた1歳4か月の女児が、2月4日に発熱、2月7日に発疹、2月8日にコプリック斑が出現。2月10日にPCR検査で麻疹陽性。
- 5例目、4例目の女児の叔母44歳が2月14日発熱し、医療機関を受診。しかし、医師は、麻疹の可能性を年齢を根拠に否定したが、その後2月17日発疹やコプリック斑が認められ2月18日PCR検査で麻疹陽性。

感染拡大を防止するため、5例目感染者の2月13日から17日までの行動調査及び接触者調査が実施され、勤務先、立ち寄り先での接触者は254人であった。接触後3日以内のワクチン接種が必要とされていることから、2月17日に感染者の発生報道が報道機関よりなされ、2月18日からは臨時のワクチン接種外来を設置し、46人に緊急のワクチン接種を実施した。
さらに、2月20日にはワクチン未接種者26人を対象として、保健所で21人にPA法の体検査を実施した。また、抗体検査の結果、抗体価64以下の人に対し、医療機関への受診を勧奨しワクチン接種または、γグロブリン投与を行い経過観察がされた。その後、感染を疑われる数例があったが、新たな感染者は報告されなかった。
イギリスのウェールズでは、1219名が感染。この流行の原因は、1998年にイギリス人医師アンドリュー・ウェイクフィールドによる「MMRワクチンが自閉症を引き起こす恐れがあると示唆する」と『ランセット』で論文発表の結果、ワクチン接種率が低下したことによる。

#### 2014年
日本では、2014年に2006年以降最大の患者数が報告された2008年を上回るペースで患者の報告がされている。ただし流行の規模は小さく数十人単位の小規模な流行であるが、海外渡航経験の無い患者が増加しており二次・三次感染感染が起きている。

#### 2015年
2015年3月27日、世界保健機関は日本を麻疹の「排除状態」にあると認定した。「排除状態」は、日本に土着するウイルスによる感染が3年間確認されない場合に認定される（2014年の流行などは、日本国外から持ち込まれたウイルスのため、判断に影響していない）。

#### 2016年
8月、インドネシアのバリ島で感染し帰国した兵庫県在住の男性が、大阪府の関西国際空港を利用した際に空港職員や医師に感染が広がった。またこの男性は、8月14日に千葉県千葉市の幕張メッセで開催されたジャスティン・ビーバーのコンサートを鑑賞しており、千葉県内でも感染が広がった。
遺伝子検査の結果、H1型と診断された5例は遺伝子配列も一致、もしくは一致している可能性が高いという結果が得られ、そのうち4例は7月31日に関西国際空港を利用していた。一方、千葉県を中心にD8型が15例検出されている。
2013 - 2015年、WPR（Western Pacific Region, WHO西太平洋地域）において優位に検出された麻疹ウイルスの遺伝子型および地理的分布は、H1（中華人民共和国を中心としてモンゴルからインドシナ半島北部）、B3（フィリピン群島とベトナム中部）、およびD8とD9（マレー半島からスンダ列島）であった。

#### 2018年
4月に台湾から沖縄県への台湾人旅行者が感染源となり、沖縄県内で各地からの旅行者と接触した人に感染が広がり、5月11日時点で119人の感染者が確認されている。沖縄本島で流行した麻疹は、遺伝子型D8麻疹ウイルス遺伝子で、他地域でも同型が検出された。

### 近年における麻疹の日本国外での流行

#### アメリカ合衆国
アメリカ合衆国では、一時、国内での麻疹の根絶が宣言されたが、海外旅行者が国外からウイルスを持ち帰ったり、麻疹の記憶が薄れたことによって保護者が予防接種を怠ったりなどの理由で、2011年から流行している。2011年は508例が報告されている。2010年以前の過去10年では年平均で約60例であり、2011年に入って数倍に膨れ上がっている。
アメリカ合衆国では、2014年の感染症例数は27州で644件と過去最高を記録し、12月よりカリフォルニア州で50名を超える患者が発生したことが報道された。アメリカ疾病予防管理センター (CDC) の発表によれば、この患者のうち、42名はディズニーランドでの集団感染であった。これに対しカリフォルニア州の保健当局は、ワクチン接種を受けていない高校生20名の自宅待機を命じた。
この事態の背景には、科学的に全否定されているが「MMRワクチンと自閉症に関係があるのではないか」という根拠のない不安と、予防接種の安全性を疑問視する保護者が子供への予防接種を避けるため、幼児のワクチン接種率が低下している事が原因にある。
2019年4月9日、ニューヨーク市保健局は公衆衛生上の緊急事態を宣言。
2025年2月時点で、テキサス州およびニューメキシコ州のワクチン未接種コミュニティにおいて、麻疹の流行が続いている。2月26日には、西テキサスで2015年以来初となる麻疹による死亡例が報告され、亡くなったのはワクチン未接種の学齢児童だった。テキサス州保健局によると、同日までに確認された症例数は124例であり、その多くは5 - 17歳の子どもだった。2025年3月28日には、CDCが記録した全米の麻疹確認症例数は20州で483例に達し、死者は2名、入院者は70名となった。この数は、2024年の年間総数（285例）をすでに上回っていた。
今回の流行の中心地である西テキサスでは、一部の家庭がワクチン接種を拒否し、代替手段としてビタミンAサプリメントやビタミンA・Dを含むタラ肝油を子どもに与えていた。これは、ロバート・ケネディ・ジュニアがビタミンAを麻疹の予防および治療法として推奨したことの影響とされる。ラボックのカバナント小児病院に麻疹で入院した複数の子どもは、ビタミンA過剰症による肝障害の症状も示していた。

#### フランス
フランスでは、2007年はほぼ根絶状態にあったが、感染者は復活し、2008年から2011年の間に2万人が罹患した。2017年には、ヌーヴェル＝アキテーヌ地域圏を中心に流行し、2017年11月6日から2018年4月22日時点で1947件の感染が確認された。死亡者も出ている。

#### イギリス
イギリスでは、1998年に新三種混合ワクチンへの抵抗が強かったウェールズ南西部などで、2012年から麻疹が流行し始め、1200人以上の感染者を出した。

#### イタリア
イタリアでは2000年代から2010年代にかけて、MMRワクチンの接種と自閉症の発症に関連性があるとの噂が流れ、ワクチンへの信頼性が低下。予防接種を受ける子供の数が減ったため、麻疹患者が3倍増となった。これを受け2017年より、予防接種が義務化されている。しかし、イタリアの政党「五つ星運動」など、反ワクチンの主張をする政党も存在し、その勢いは強い。五つ星運動は、2018年3月の選挙において勝利しており、このときには「ワクチンの強制接種は自殺行為」と、ワクチン接種の義務化に反対する公約を掲げている。2018年8月には、予防接種の義務化は廃止された。

#### ベトナム
ベトナムは麻疹の発生が多く、視覚障害者60万人のうち95%が薬や病気が原因で、麻疹が主な原因である。そのため日本は「麻疹抑制計画」に対する無償資金協力をしている。

#### サモア
2019年11月、サモアでは麻疹が流行。4歳未満の子供48人を含む53人が死亡した。サモア政府は政府職員らをワクチン接種キャンペーンに参加させるため、同年12月5日から6日にかけて政府機関を閉鎖すると発表した（2019年のサモアにおける麻疹の流行）。

### 千葉血清製ワクチンの抗体獲得性の問題
2001年に、沖縄県中部地区で千葉県血清研究所（千葉血清）製ワクチン既接種者を、千葉血清が検査した結果、136検体中111検体に麻しん抗体が認められた（抗体保有率82%）。同一の検体を沖縄県中部地区医師会が別の検査機関に依頼した所、141検体中19検体に麻しん抗体保有が認められた（抗体保有率13%）。
1. 沖縄本島での3歳児健康診査にて2866名の接種歴と麻しん罹患状況を調査した所、沖縄県中部地区のみワクチンの有効性が低いという結果が得られている[101]。
2. 2006年の茨城県内での麻しん発生での調査において、患者の多くが千葉血清製ワクチン既接種者であったが、これについて茨城県竜ヶ崎保健所は「免疫のつき方が弱かったか、一度ついた免疫が次第に弱まってきた可能性が考えられる」としている[102]。
3. 2008年の川崎市内の麻疹発生において、千葉血清製ワクチンを接種した世代に麻疹が特異的に発生した[103]。

## 日本の関連法規
- 感染症法の第5類感染症に指定。（2008年1月1日から麻疹と風疹は、それぞれ全数把握疾患に変更）
- 学校保健安全法による第2種学校感染症に指定。
- 予防接種法の第1類疾病に指定。